# Fakhreddine Ben Youssef
Fakhreddine Ben Youssef (ar. فخر الدين بن يوسف, ur. 21 czerwca 1991 w Tunisie) – piłkarz tunezyjski grający na pozycji napastnika. Od 2018 jest zawodnikiem klubu Ettifaq FC.

## Kariera klubowa
Swoją karierę piłkarską Ben Youssef rozpoczął w klubie CS Sfaxien. 4 marca 2012 zadebiutował w jego barwach w pierwszej lidze tunezyjskiej w zremisowanym 2:2 wyjazdowym meczu z AS Marsa. W 2015 roku odszedł do FC Metz, a latem 2015 wrócił do Tunezji i został piłkarzem Espérance Tunis.
| Sezon   | Klub       | Kraj    | Rozgrywki | Mecze | Bramki |
| ------- | ---------- | ------- | --------- | ----- | ------ |
| 2011/12 | CS Sfaxien | Tunezja | CLP-1     | 14    | 3      |
| 2012/13 | CS Sfaxien | Tunezja | CLP-1     | 20    | 1      |
| 2013/14 | CS Sfaxien | Tunezja | CLP-1     | 25    | 5      |
| 2014/15 | CS Sfaxien | Tunezja | CLP-1     | 13    | 5      |
| 2014/15 | FC Metz    | Francja | Ligue 1   | 6     | 0      |
| 2015/16 | CS Sfaxien | Tunezja | CLP-1     |       |        |

## Kariera reprezentacyjna
W reprezentacji Tunezji Ben Youssef zadebiutował w 2012 roku. W 2013 roku został powołany do kadry na Puchar Narodów Afryki 2013.